# Amfibijskodesantna ladja
Amfibijskodesantna ladja je vrsta vojne ladje, ki je namenjena izvajanju amfibijskodesantnega bojevanja; torej za prevoz mornariške pehote oz. enot kopenske vojske z matičnih ladij na obalo (ki je po navadi v sovražnikovih rokah ali pa v sovražnikovem zaledju).
Prve namensko grajene amfibijskodesantne ladje so bile v uporabi med drugo svetovno vojno, kjer so bile v uporabi med drugim v operaciji Overlord in bitki za Leyte.